# 愛酷一族
《愛酷一族》（英語：The Grim Adventures of Billy & Mandy）是一部由馬克斯韋爾·阿湯姆斯為卡通頻道創作的美國動畫電視影集。該故事主要描述一個極其愚蠢又樂天的男孩大鼻以及一個憤世嫉俗、無情的女孩酷蒂。兩人因為贏得拯救大鼻寵物倉鼠的凌波舞比賽，而得到強大的死神阿飄作為他們「永遠的好朋友」。儘管阿飄心不甘情不願地為這兩個孩子服務，但他擁有各種神秘物品、法術和其他能力，常常導致大鼻和酷蒂與超自然现象、角色或情境互動。
《愛酷一族》起初是《死神與邪惡》中的一個片段，後來於2001年8月24日與姊妹系列《邪惡大腦》作為衍生系列播映，儘管2003年至2004年的劇集是為《死神與邪惡》製作的，但該節目從2003年6月13日到2008年10月12日期間則於卡通頻道上獨立播出。同時製作兩部電視電影：《愛酷一族的笨蛋大冒險》於2007年3月30日播出、《愛酷一族：蜘蛛女王的憤怒》於2007年7月6日播出，與另一系列《小孩大聯盟》的跨界特別節目《小孩大聯盟的死亡冒險》，於2007年11月11日播出。衍生系列試播劇《拳頭：萬聖節狂歡》則於2008年10月12日播出。
在播出期間，《愛酷一族》贏得了兩項艾美獎和一項安妮獎，並獲得了一項日間時段艾美獎提名、三項金捲軸獎提名和其他兩項安妮獎提名。《愛酷一族》也被製作成一款電玩遊戲以及各種授權商品。

## 概要
該系列圍繞著一個愚蠢而樂天的男孩大鼻（理查·史蒂芬·霍維茲飾）；一個憤世嫉俗、冷酷無情且有點男孩氣的女孩酷蒂（格雷格·伊格爾斯飾）；一位帶有牙買加口音的死神阿飄（格蕾·德萊爾飾）、的冒險展開。在一場凌波舞的比賽中，大鼻和酷蒂透過作弊戲弄阿飄，作為對他把躲避桿放得太低以至於他們無法通過的報復，導致阿飄被迫永遠跟隨這兩個孩子們。隨著時間的流逝，他逐漸適應了新生活，甚至開始在某種程度上關心兩個孩子。
大鼻和酷蒂經常利用阿飄的超自然能力冒險，進入超自然的地點或環境，例如地獄或幽冥界，那裡棲息著各種怪物。這對組合也利用阿飄的強大超自然能力或與一些野獸般的角色的聯繫來實現自己的目標或願望，通常會帶來扭曲的結果。著名的虛構怪物，包括德古拉、狼人和鬼怪，也在系列中以滑稽的方式出現。大多數情況下，該節目缺乏連貫性，因為許多劇集結束時，角色被殺死、流放或陷入困境。 角色有時會對以前劇集中的一些事件有所認識，但整體而言，缺乏清晰的角色發展弧線或連貫的情節線將整個節目聯繫在一起。
在2004年的第32屆安妮獎中，第30集「小丑的攻擊」獲得了最佳電視動畫導演獎。

### 譯名
該片的臺灣舊有譯名包括怪誕骷髏魔、開膛手格林，2010年代後，臺灣針對該作品進行全面重新配音及翻譯，並改稱為《大鼻與酷蒂》。

## 登場角色
配音員以聲代表；台灣配音版本的角色名稱翻譯與配音員以「愛酷一族／大鼻與酷蒂」兩版分辨，未標示代表無異，而敘述中的名字以愛酷一族之版本為主。

### 主要角色
- 比利／阿比／大鼻（Billy）
配音：Richard Steven Horvitz（美國）；劉傑／吳東原（台灣）
  - 是個開心快活的男孩，然而智商卻是出奇低的-5，遠低於智障者底限（同一份試卷給蒼蠅和兩隻小強做，牠們拿17分）。
  - 有個粉紅大鼻子，經常穿著一件藍白間條衣和戴紅鴨舌帽。常發出短促的高音尖聲。
  - 和父親一樣有許多壞習慣，如挖鼻孔、浮誇、大男人主義和不願意為自己犯的錯道歉，舉止亦是過度活躍，造成的禍害更是多不勝數，亦有許多極端噁心的行為。害怕蜘蛛。

- 曼蒂／酷蒂（Mandy）
配音：Grey DeLisle（美國）；許雲雲／石薇（台灣）
  - 是個冷酷無情的女孩，從來沒微笑過，擁有絕對黑暗的心靈，只會厭惡地看著所有人，包括父母，最可怕的就是會拿著無頭的洋娃娃睡覺，甚至擁有抑制超自然個體的氣息（阿飄就是如此），本劇幾乎所有的角色都很怕她（史霸也不例外）。
  - 很會打架，也是個資優生（IQ達201），天不怕地不怕，學校的大小惡霸和地獄魔獸都不是她的對手。儘管性格大相逕庭，但可以說是比利最親密的朋友。

- 開膛手格林／阿飄（The Grim Reaper）
配音：Greg Eagles（美國）；王希華／陳旭昇（台灣）
  - 現年為137000歲的死神（幼年期已可追溯到石器時代）。出生自牙買加（美國配音版本講話有牙買加口音）。
  - 喜歡任何種類的大破壞、絕望事物、酷刑（不包括對自己的）、死亡藝術、死亡龐克等類似事物。
  - 由於在一次凌波舞比賽中敗給大鼻與酷蒂，因而被迫永遠跟隨他們，作為他們的「侍從」，常被他們玩弄。

現今已習慣整天被玩弄的日子。

### 重要配角
- 阿文（Irwen）
配音：Vanessa Marshall（美國）；陶敏嫻／雷碧文（台灣）
  - 大鼻的好朋友，是個書呆子。
  - 暗戀酷蒂，總是想盡辦法要讓酷蒂喜歡他。但酷蒂最終都不動聲色。
  - 1/4吸血鬼、1/4人類和1/2木乃伊（祖父為吸血鬼，母親與外祖父為古埃及木乃伊）。

- 哈洛（Harol）
配音：Richard Steven Horvitz（美國）；官志宏／劉傑（台灣）
  - 大鼻的父親，擁有和大鼻一樣的粉紅色鼻子。生性邋塌，通常作些正常人不會做的事。

- 葛蘭蒂／蕾蕾（Gladys）
配音：Jennifer Hale（美國）；馮美麗／楊凱凱（台灣）
  - 大鼻的母親，是一位家庭主婦。常常為了比利與丈夫的破壞而煩惱，擁有嚴重的潔癖。

- 明蒂／敏蒂（Mindy）　
配音：TW（Rachael MacFarlane）；（陶敏嫻／楊凱凱）
  - 酷蒂的死對頭，相當驕縱又自戀的富家千金女，時常對酷蒂挑釁，但酷蒂似乎完全不動聲色。

- 布丁（Pud'n）
配音：Jane Carr（美國）；陶敏嫻／楊凱凱（台灣）
  - 個性膽小的小男孩，經常被別人欺負。是被野狼養大的。

- 史柏／史霸（Spurg）
配音：Greg Eagles（美國）；馮美麗→陳幼文／于正昌（台灣）
  - 學校中的惡霸，喜歡欺負人，大鼻和阿文還有布丁全是他常欺負的對象。他天不怕地不怕，只懼怕酷蒂。

- 刀疤將軍（General Scar）
配音：Phil LaMarr（美國）；官志宏／劉傑（台灣）
  - 一個喜歡花圃的獨眼將軍。常常被因大鼻搞破壞而煩惱，甚至發飆。對"二"這個數字過敏。
  - 曾是邪惡兵團（出自 Evil Con Carne ）的一員。

- 何西狄亞加度／好事多（Hoss Delgado）
配音：Diedrich Bader（美國）；陳幼文／于正昌（台灣）
  - 體格壯碩的獵人，以涉獵奇珍異獸及妖魔鬼怪為樂，經常把正常的東西視為外星生物，右手是多功能的機械手臂，他的角色原型可能是參考1981年電影《纽约大逃亡》中由寇特·羅素飾演的反英雄主角大蛇·普利斯金（S.D. Bob「Snake」Plissken），而右手則是另一部同年電影《屍變系列》中由布魯斯·坎貝爾飾演的主角安旭·威廉姆斯（Ash Williams）在第二部《鬼玩人》所改造的電鋸手。

- 艾莉絲（Eris）
配音：Rachael MacFarlane（美國）；陶敏嫻／楊凱凱（台灣）
  - 混亂與謊言的女神，擅長惡作劇和搞破壞，曾被格林仰慕，有她在的地方一定引起騷動和大亂，使用災難的金蘋果製造出意外。

- 納格／黑暗大帝（Nergal）
配音：David Warner（美國）；陳幼文／夏治世（台灣）
  - 全身黑色的妖魔，身穿西裝，能透過背後的觸手來施展法力。
  - 與比利的姑姑結婚

- 朱尼爾／二世（Junior）
配音：陶敏嫻／雷碧文（台灣）
  - 黑暗大帝與大鼻姑姑的兒子，也就是大鼻的表弟。
  - 雖然平時的表現溫和羞怯，實際上也承繼了父親，擁有可怕的妖魔外表。
  - 最恨別人叫他怪胎，對欺負他的人總是毫不留情。

- 肥肥漢堡肉／阿福漢堡肉（Fred Fredburger）
配音：陳幼文／劉傑（台灣）
  - 一個肥胖矮小的妖怪，好吃懶惰，滿腦子只想著吃，是阿飄唯一的粉絲。

- 德古拉（Deraculla）
配音：陳幼文／夏治世（台灣）
  - 吸血鬼，為阿飄的好友，喜歡到處搭訕美眉和跳舞。其實是阿文的吸血鬼祖父。曾經與范海辛是摯友，但自從勾引了他的摯愛（阿文的祖母）因而反目成仇。

- 布吉／搗蛋鬼（Boogie）
配音：陳幼文／夏治世（台灣）
  - 阿飄以前的高中同學，經常惡整阿飄，不過通常都沒有好下場。

- 阿傑（Jeff）
  - 比利的養子，是個蜘蛛。
  - 個性善良，討厭暴力，和養父一個樣。渴望養父的愛，但總是被怕蜘蛛的大鼻痛打。

## 製作
這個系列的起源可以追溯到1995年，當時馬克斯韋爾·阿湯姆斯還是費城藝術大學的大三學生，他為論文專案製作了一部兩分鐘的短片，名為《比利和曼蒂：顱骨的開顱與你》的短片，以比利和曼蒂（原型版本）討論頭部穿孔為中心。最後，曼蒂鑽了比利的頭，導致他失血過多暈倒，儘管他說感覺很好。但這部短片直到2016年4月30日的第一屆TromAnimation影展才首次公開展示。放映結束後，阿湯姆斯將電影上傳到了他的YouTube頻道，儘管經過多年的儲存，電影已經破損不堪。
在製作《雞與牛》第一季時，阿湯姆斯被漢納巴伯拉動畫的高層找到以尋求新短片的創意。 他向漢納巴伯拉提出的想法之一是《牛奶人》，圍繞著一個拯救其背上所描繪的失蹤兒童的擬人化超級英雄「牛奶盒」。儘管這個想法最後被拒絕了，但高層對比利和曼蒂這兩個角色很感興趣。阿湯姆斯受到啟發，開始構思圍繞這兩個孩子的系列。 他覺得只有比利和曼蒂這兩個角色不足以支撐一部節目，並開始構思第三個角色來補充主要演員陣容。 他一直對一個小女孩與魔鬼或死神交友的想法感到著迷，但最終選擇了後者，因為卡通頻道在《雞與牛》之後不再允許對魔鬼的描繪。阿湯姆斯最後向卡通頻道和尼克儿童频道推銷了《比利與曼迪》的概念，卡通頻道在六個月後批准了一部短片的製作（這部短片後來成為了《見到死神》的短片/試播集）。
該節目是透過電話和網路舉行的一場名為「卡通頻道大選的觀眾投票活動」的結果而開始全面製作，該活動於2000年6月16日至8月25日舉行。三個最終選擇是《比利和曼蒂的死亡冒險》、《發生了什麼事…機器人瓊斯？》和《長髮與雙穹》（Longhair and Doubledome）。 在這三個選項中，《比利和曼蒂》獲得了最多的票數，佔57%；機器人瓊斯以23%的票數位居第二，而長髮和雙穹則獲得了20%的選票。
該系列最初作為最初作為《死神與邪惡》的一部分播映。每一集中，兩個《比利與曼蒂》的短片之間會放置一部《邪惡大腦》的短片。最初在《見到死神》之後，原訂於2000年製作了一部原創《邪惡大腦》短片，但卡通頻道想要合併這兩個系列，以便有一個「B卡通」作為中間片段（類似於《德克斯特的實驗室》中的《猴子來電》和《正義朋友》短片，或是《雞與牛》中的《我是鼬鼠》片段），有時節目的排序則為相反，包括兩個《邪惡大腦》短片和一個《比利與曼蒂》短片。2001年8月24日，該系列於在《卡通卡通星期五》大選週末首播。
2003年6月13日，卡通頻道分開了這兩個部分，並給了它們各自的半小時節目，這一分離是因為卡通頻道希望擺脫三個7分鐘的片段，轉而專注於兩個11分鐘的片段，在兩個系列播出各自的新季之後，卡通頻道讓阿湯姆斯決定繼續其中一個系列的製作，而另一個則將停止製作。阿湯姆斯選擇《比利與曼蒂》並接受卡通頻道的決定，因為他認為同時運行兩個節目會很有壓力。而《邪惡大腦》的角色偶爾會在《比利與曼蒂的死亡冒險》中出現。.在最終季的第九集「Company Halt」則被視為《邪惡大腦》的真正系列結局。
2022年3月20日，克雷格·麥克拉肯透露曾在多年前為卡通頻道製作一個名為《芝士漢堡》的衍生系列，其中的角色包括來自《親親麻吉》的角色，但這個想法沒有實現。2021年，阿湯姆斯在粉絲詢問的問題中，解釋節目的三個主要角色可能都處於自閉症譜系上，但他把曼迪比作「自己為了生存而學會的冷靜、理性的世界觀」，比利比作「他喜歡度過時間的有趣和歡樂的內心世界」，把格林比作「兩者之間的道德調解者」。在某種程度這實際為本我、自我与超我的概念。

## 集數
| 季數 | 集数 | 集数 | 首播日期      | 首播日期       |
| 季數 | 集数 | 集数 | 首映          | 季终           |
| ---- | ---- | ---- | ------------- | -------------- |
| 1    | 18   | 18   | 2001年8月24日 | 2004年10月22日 |
| 2    | 8    | 8    | 2004年6月11日 | 2004年7月30日  |
| 3    | 13   | 13   | 2004年10月1日 | 2005年6月10日  |
| 4    | 14   | 14   | 2005年6月17日 | 2005年12月2日  |
| 5    | 13   | 13   | 2006年1月6日  | 2006年8月9日   |
| 6    | 11   | 11   | 2006年10月6日 | 2007年11月9日  |

| 集數 | 主題                           | 主題                           | 主題                   |
| ---- | ------------------------------ | ------------------------------ | ---------------------- |
| 01   | 索命格林現形記                 | 媽媽遇見格林                   |                        |
| 02   | 相反日                         | 阿比附身                       |                        |
| 03   | 超級名模                       | 媽媽大戰格林                   | 格林的難題             |
| 04   | 敵人還是朋友                   | 敵人還是朋友                   | 敵人還是朋友           |
| 05   | 惡魔食譜                       | 惡魔食譜                       | 惡魔食譜               |
| 06   | 愚蠢的願望                     | 愚蠢的願望                     | 愚蠢的願望             |
| 07   | 格林阿奎鬧雙胞                 | 我想交朋友                     |                        |
| 08   | 曼蒂的驚喜派對                 | 怪獸和野人                     |                        |
| 09   | 阿比長膿包                     | 斬妖除魔何西狄亞加度           |                        |
| 10   | 曼蒂的替身                     | 阿比和史柏                     |                        |
| 11   | 搞破壞女神                     | 惡魔阿比                       |                        |
| 12   | 樂團爭霸戰                     | 邪惡隕石                       | 惡夢披薩               |
| 13   | 唬爛蛙魔法夏令營               | 怪獸牌                         | 格林復活記             |
| 14   | 邪惡蛋糕-上集                  | 邪惡蛋糕-下集                  |                        |
| 15   | 格林的教訓                     | 恐怖的曼蒂女王                 |                        |
| 16   | 破壞之王                       | 神經俠侶                       |                        |
| 17   | 謀殺遊戲                       | 青春期狼人                     |                        |
| 18   | 格林的羅曼史                   | Love is Evol Spelled Backwards | 曼蒂也暗戀             |
| 19   | 蜘蛛乖兒子                     | 聰明靈藥                       | 格林脫口秀             |
| 20   | 納格朱尼爾                     | 格林修女                       | 跑跑卡丁車             |
| 21   | 魔法盔甲                       | 生命金庫                       |                        |
| 22   | 一日格林                       | 無敵曼蒂                       | MAX-COURAGE            |
| 23   | 膽測記驚魂                     | 膽測記驚魂                     | 膽測記驚魂             |
| 24   | 大蜘蛛小爸爸                   | 奪命三輪車                     |                        |
| 25   | 狗屎運                         | 斷頭格林                       |                        |
| 26   | 小白目歷險記                   | 刀疤的故事                     |                        |
| 27   | 痛苦大王                       | 預言成真                       | 曼蒂訓狗記             |
| 28   | 床邊故事驚魂記                 | 阿比的神眼                     |                        |
| 29   | 消失的神秘馬桶                 | 恐怖馬戲團                     |                        |
| 30   | 整人搗蛋鬼                     | 矮人奇遇記                     |                        |
| 31   | 恐怖超級雞                     | 變身老師                       |                        |
| 32   | 零蛋超人                       | 甜言蜜語                       |                        |
| 33   | 大鬍子阿比                     | 大膽神經                       |                        |
| 34   | 時間的考驗                     | 統治維京神宮                   |                        |
| 35   | Five O'Clock Shadows           | Five O'Clock Shadows           | Five O'Clock Shadows   |
| 36   | 小丑大戰                       | 超完美破壞計畫                 |                        |
| 37   | 阿比什麼碗糕                   | 災難青春痘                     |                        |
| 38   | 巧克力水手                     | 缺牙的牙仙子                   |                        |
| 39   | 木乃伊媽媽                     | 玩具大反擊                     |                        |
| 40   | 神秘猛蛇社                     |                                |                        |
| 41   | 尋鼻記                         | 阿比的問題                     |                        |
| 42   | 他沒死-他是吉祥物              | 地獄摩托車                     |                        |
| 43   | 惡靈棒球隊                     | 沒有未來之屋                   |                        |
| 44   | 快樂抱抱熊                     | 解碼戒指                       |                        |
| 45   | 許願骷髏頭                     | 許願骷髏頭                     | 許願骷髏頭             |
| 46   | 夢幻狗狗                       | 鐮刀大特賣                     |                        |
| 47   | 阿傑蜘蛛網                     | 心碎阿文                       | 憤怒管理               |
| 48   | 屁屁鴨                         | 再會了-西西馬布拉              | 德古拉死定了           |
| 49   | 變蠅人曼蒂                     | 神秘跳水世界                   | 破壞王                 |
| 50   | 賽跑褲子                       | 新鐮刀2.0                      | 海底歷險記             |
| 51   | 鳳凰麥片                       | 泡泡阿比                       | 小心邪惡蟾蜍           |
| 52   | 超瞎舞王                       | 怪獸安養院                     | 吵醒惡夢               |
| 53   | My Fair Mandy                  | My Fair Mandy                  | My Fair Mandy          |
| 54   | 愛情魔咒                       | 誰要來晚餐                     | 史上最偉大愛情故事     |
| 55   | 誰才是女王                     | 小偷樹                         | 納格披薩               |
| 56   | 夢遊死神                       | 成功的失敗者                   | 阿比得到A              |
| 57   | 幽靈詩人                       | 阿煩達                         | 超瞎短篇故事           |
| 58   | Prank Call of Cthulhu          | Tastes like Chicken            |                        |
| 59   | Billy and Mandy Save Christmas |                                |                        |
| 60   | 海灘假期                       | 雞的傳人                       | 巨無霸曼蒂             |
| 61   | Keeper of the Reaper           | Keeper of the Reaper           | Keeper of the Reaper   |
| 62   | 不能說的秘戀                   | 起司條上校                     | 喜馬拉雅山雪人         |
| 63   | 摩登原始人                     | 鹹蛋阿比與哥斯拉曼蒂           | 亡靈節                 |
| 64   | 烏龍美式足球                   | 九層塔大師                     | 另類代課老師           |
| 65   | 除草狂                         | 搞破壞理論                     | 狂熱的內心             |
| 66   | 格林日                         | 潘朵拉的午餐盒                 | 不敢說名字的節目       |
| 67   | 阿比與曼蒂之月球歷險記         | 阿比與曼蒂之月球歷險記         | 阿比與曼蒂之月球歷險記 |
| 68   | 阿比屠龍記                     | 末日小鎮惡霸                   | 耐畸波樂與花生廠的密令 |
| 69   | 父親節快樂                     | 恐怖曼蒂                       | 神秘猛蛇社與體育課     |
| 70   | 猴子佣人                       | 酷炫校長與嘻哈河馬             | 圖坦噗坦王             |
| 71   | 蜘蛛水痘                       | 福無雙至-禍不單行              | 停止前進               |
| 72   | 沒禮貌的獨角獸                 | 阿比與曼蒂的起源               |                        |

### 電視電影
《Billy and Mandy's Big Boogie Adventure》於2007年上半年首映，片長為90分鐘。

## 外部連結
- 互联网电影数据库（IMDb）上《愛酷一族》的资料（英文）
- Archived from the original on September 1, 2016.
- 愛酷一族官方網站